# Zhang Zhiting
Zhang Zhiting, född 21 december 1995, är en kinesisk basketspelare. 
Zhang deltog vid olympiska sommarspelen 2020 och var en del av Kinas lag som tog brons i tremannabasket.